# Philotheca glasshousiensis
Philotheca glasshousiensis är en vinruteväxtart som först beskrevs av Karel Domin, och fick sitt nu gällande namn av Paul Irwin Forster. Philotheca glasshousiensis ingår i släktet Philotheca och familjen vinruteväxter. Inga underarter finns listade i Catalogue of Life.